# 大和田新田
大和田新田（おおわだしんでん）は千葉県八千代市西部の地名。住民基本台帳によると、2018年2月28日現在の人口は35,300人であり、八千代市の各地名の内で最多の人口を擁している。なお、同住民基本台帳では別枠で人口が記載されているが、その大部分が大和田新田に属する高津団地1街区（1,035人）、5街区（1,165人）、7街区（1,352人）の人口を含めると大和田新田の人口は38,852人となる。

## 歴史
大和田新田の地名は江戸時代（元禄以前）に開発された幕領「大和田新田」に由来する。
明治以降、1889年に千葉郡大和田村の大字となり、その後、千葉郡大和田町（1891年）、千葉郡八千代町（1954年）を経て八千代市の大字となる（1967年）。
東葉高速鉄道八千代緑が丘駅の開業に伴う区画整理により、1998年に同駅周辺の地名については大和田新田から「緑が丘（1～5丁目）」に変更された。また2017年11月、西八千代北部土地区画整理事業の対象地域が「緑が丘西（1～8丁目）」に変更された。

## 地理
大和田新田中央部には東葉高速鉄道が走り、南部には国道296号が横切る。交通渋滞で知られる新木戸交差点も大和田新田にある。
大和田新田は西側で船橋市習志野、習志野台、坪井東と接し、八千代市側で吉橋、緑が丘西、緑が丘、高津、大和田、萱田町、萱田、ゆりのき台、麦丸、尾崎に接する。

## 地価
2018年1月1日の公示地価によると、住宅地の地価は大和田新田字新木戸前59番87の地点で11万6千円/m2。大和田新田字向山469番146の地点で10万5千円/m2である（国土交通省地価公示）。

## 主な施設

### 公共施設
- 八千代市役所
- 八千代市役所高津支所
- 八千代警察署高津交番
- 八千代市消防本部・中央消防署
- 大和田新田郵便局
- 高津郵便局
- 高津小鳥の森

### 教育施設
- 新木戸保育園
- 明優保育園
- 若葉高津保育園
- みつわなかよし保育園
- 八千代エンゼルホーム
- クレヨンキッズインターナショナル
- やちよ幼稚園
- 若葉ナースリ・スクール
- 八千代市立大和田西小学校
- 東京動物専門学校

### その他の施設
- 東京女子医科大学八千代医療センター
- 京成バラ園
- 高津団地
- 八千代工業団地
- やちよ中央自動車学校
- 東洋佐々木ガラス本社（大和田新田559番地）[1]